# Interacțiune fundamentală
În fizică, o interacțiune fundamentală (sau interacțiune elementară sau forță fundamentală) descrie o interacțiune între sisteme fizice, care apare ca ireductibilă. Toate fenomenele fizice din Univers pot fi descrise prin patru forțe fundamentale: interacțiunea gravitațională, interacțiunea electromagnetică, interacțiunea tare și interacțiunea slabă.
În acest caz, interacțiunile electromagnetice și slabe sunt manifestări ale unei singure interacțiuni electroslabe.
Se caută alte tipuri de interacțiuni fundamentale, atât în fenomenele microlumii, cât și la scară cosmică, dar până acum nu a fost descoperit niciun alt tip de interacțiune fundamentală (vezi Forța a cincea).
În teoriile Marii Uniri se presupune existența unei interacțiuni electronucleare. Posibil, încălcarea invarianței CP este cauzată de interacțiunea superslabă.

## Poveste
Newton în a doua sa lege (1687) a postulat că motivul schimbării mișcării corpurilor este forța. Fizicienii cunoșteau o mare varietate de forțe: gravitația, tensiunea firului, compresia arcului, forța de coliziune, frecarea, rezistența aerului, forța de explozie etc.
Studiile din secolele XVIII-XIX au dus la descoperirea structurii atomice a materiei și a devenit clar că toată diversitatea acestor forțe este rezultatul interacțiunii atomilor între ei. Deoarece principalul tip de interacțiune interatomică este electromagnetică, s-a dovedit că majoritatea acestor forțe sunt doar diferite manifestări ale interacțiunii electromagnetice. Una dintre excepții este, de exemplu, gravitația, care este cauzată de interacțiunea gravitațională dintre corpurile care au masă.
Astfel, până la începutul secolului al XX-lea, a devenit clar că toate forțele cunoscute la acea vreme au fost reduse la două interacțiuni fundamentale: electromagnetice și gravitaționale.
În anii 1930, fizicienii au descoperit că nucleele atomilor sunt formate din nucleoni (protoni și neutroni). A devenit clar că nici interacțiunile electromagnetice, nici cele gravitaționale nu ar putea explica ce menține nucleonii în nucleu. S-a postulat existența unei noi forțe fundamentale: forța puternică. Cu toate acestea, mai târziu s-a dovedit că nici măcar acest lucru nu este suficient pentru a explica unele fenomene din microcosmos. În special, nu era clar ce cauzează dezintegrarea unui neutron liber. Atunci s-a postulat existența unei interacțiuni slabe, iar aceasta s-a dovedit a fi suficientă pentru a descrie toate fenomenele observate până acum în microcosmos.
De la descoperirea bosonului Higgs, câmpul Higgs a fost uneori denumit cea de-a cincea forță fundamentală.

## Crearea unei teorii unificate a interacțiunilor fundamentale
Prima dintre teoriile interacțiunilor a fost teoria electromagnetismului, creată de Maxwell în 1863. Apoi, în 1915, Einstein a formulat teoria generală a relativității care descrie câmpul gravitațional. A apărut ideea de a construi o teorie unificată a interacțiunilor fundamentale (dintre care doar două erau cunoscute la acea vreme), așa cum Maxwell a reușit să creeze o descriere generală a fenomenelor electrice și magnetice. O astfel de teorie unificată ar uni gravitația și electromagnetismul ca manifestări particulare ale unei anumite interacțiuni unificate.
În prima jumătate a secolului al XX-lea, un număr de fizicieni au făcut numeroase încercări de a crea o astfel de teorie, dar nu a fost propus niciun model complet satisfăcător. Acest lucru, în special, se datorează faptului că teoria generală a relativității și teoria electromagnetismului sunt diferite în esență. Gravitația este descrisă de curbura spațiu-timpului, iar în acest sens, câmpul gravitațional este condiționat nematerial (empiric nediscret), dar, ca și alte forme de interacțiune, se propagă la viteza maximă admisă a luminii (vezi Viteza gravitației), în timp ce câmpul electromagnetic este toate atributele necesare ale materiei.
În a doua jumătate a secolului al XX-lea, sarcina de a construi o teorie unificată a fost complicată de nevoia de a introduce interacțiuni slabe și puternice în ea, precum și de nevoia de cuantificare a teoriei.
În 1967, Salam și Weinberg au creat teoria interacțiunii electroslabe, combinând electromagnetismul și interacțiunile slabe. Ulterior, în 1973, a fost propusă teoria interacțiunii puternice (cromodinamica cuantică). Pe baza acestora a fost construit Modelul Standard al particulelor elementare, care descrie interacțiunile electromagnetice, slabe și puternice.
Verificarea experimentală a Modelului Standard constă în descoperirea particulelor și a proprietăților lor prezise de acesta. În prezent, toate particulele elementare ale Modelului Standard au fost descoperite.
Astfel, interacțiunile fundamentale sunt descrise în prezent de două teorii general acceptate: teoria generală a relativității și modelul standard. Unificarea lor nu a fost încă realizată din cauza dificultăților de a crea o teorie cuantică a gravitației. Pentru a unifica și mai mult interacțiunile fundamentale, sunt utilizate diverse abordări: teoria corzilor, gravitația cuantică în buclă și teoria M.
Ipoteza despre numărul de interacțiuni fizice fundamentale – de ce în natură exact numărul de interacțiuni despre care se presupune că există – a fost prezentată relativ recent la Universitatea de Stat din Moscova. Se presupune că numărul de interacțiuni fundamentale depinde de forma coeficientului de amortizare din ecuațiile de oscilație luate în considerare. În același timp, structura necomutativă a acestui coeficient mărturisește în favoarea existenței câmpului Higgs ca interacțiune fundamentală.